# Stone Store (Kerikeri)

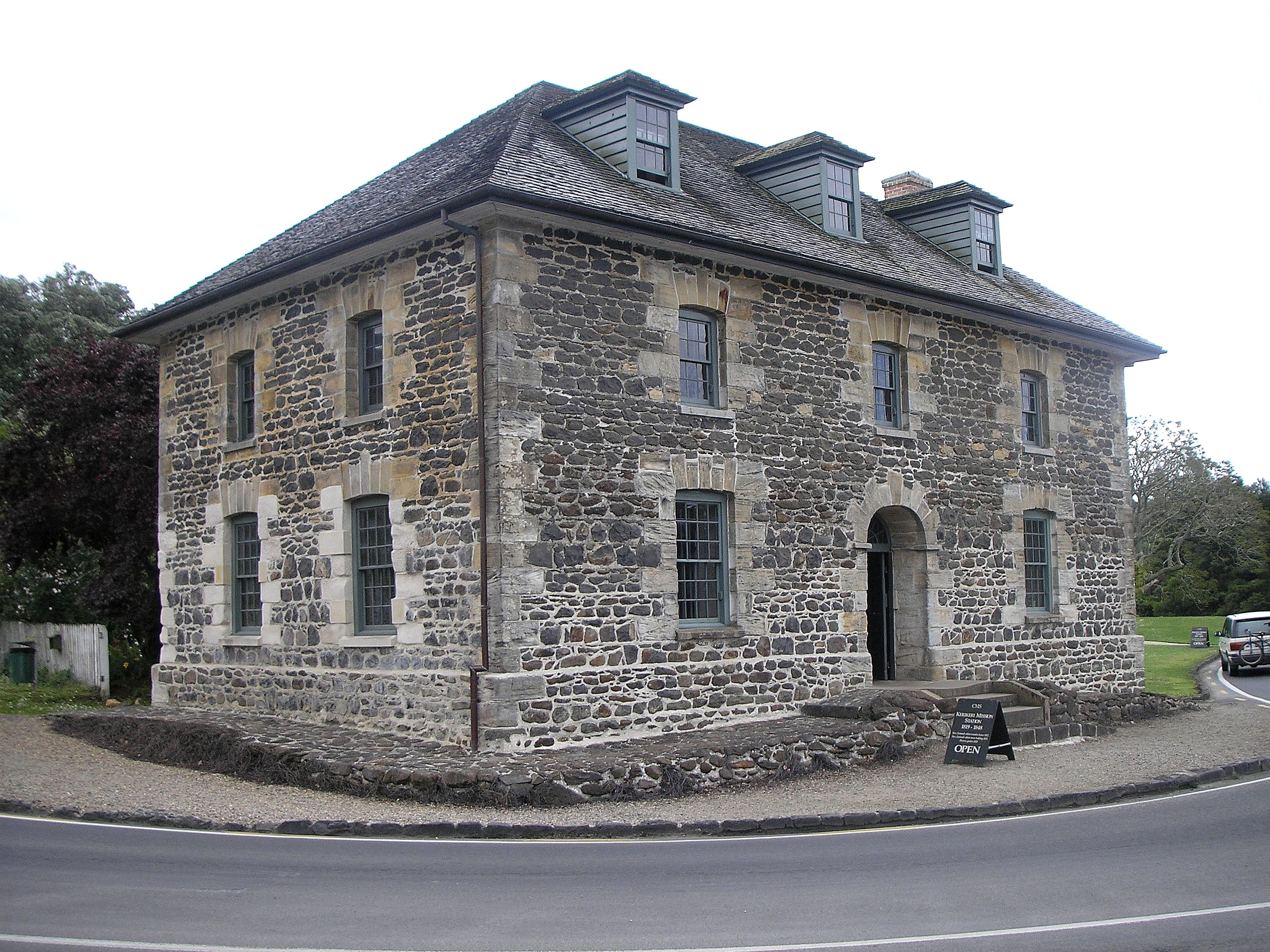
Stone Store

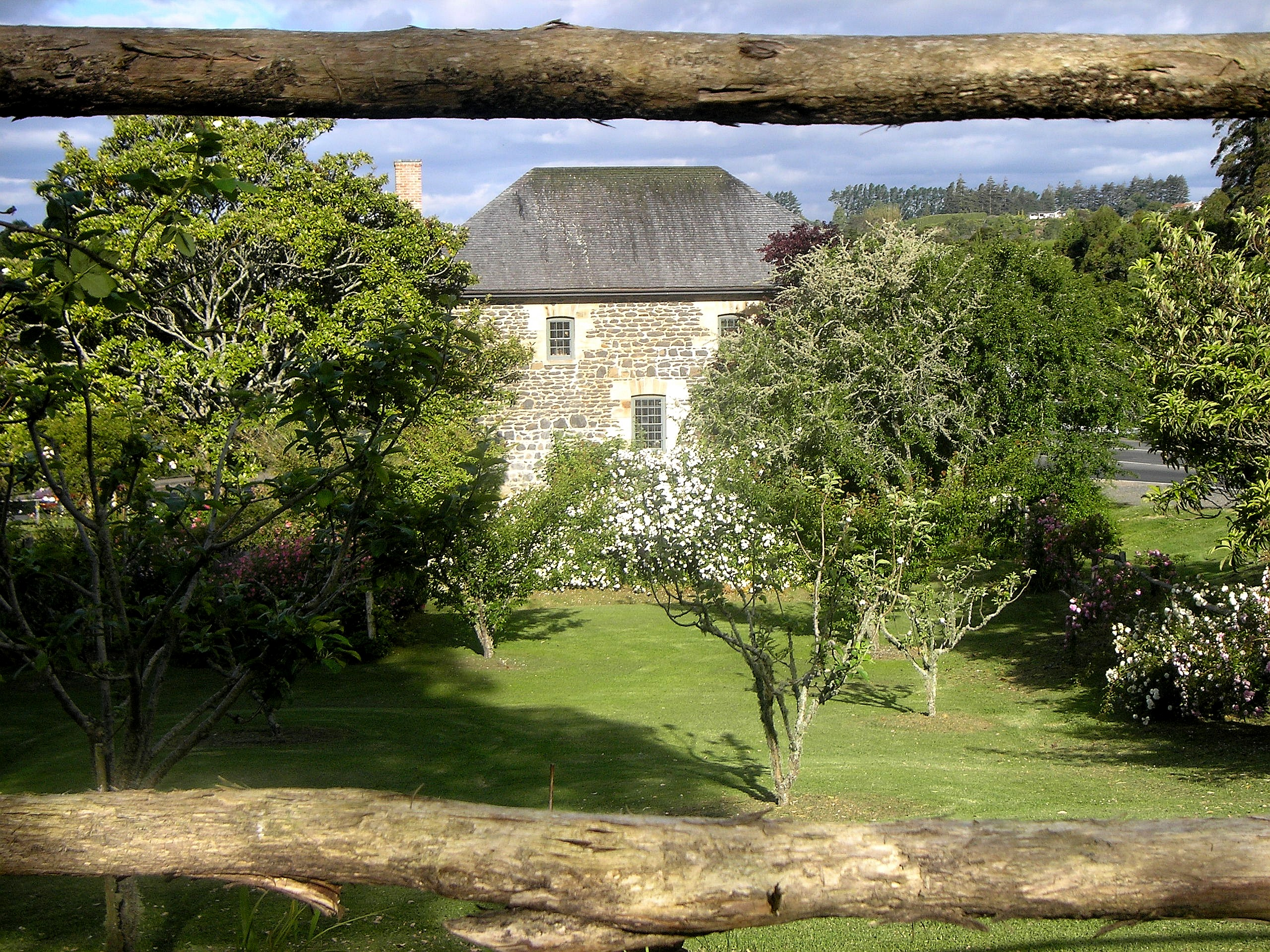
Stone Store, Rückseite

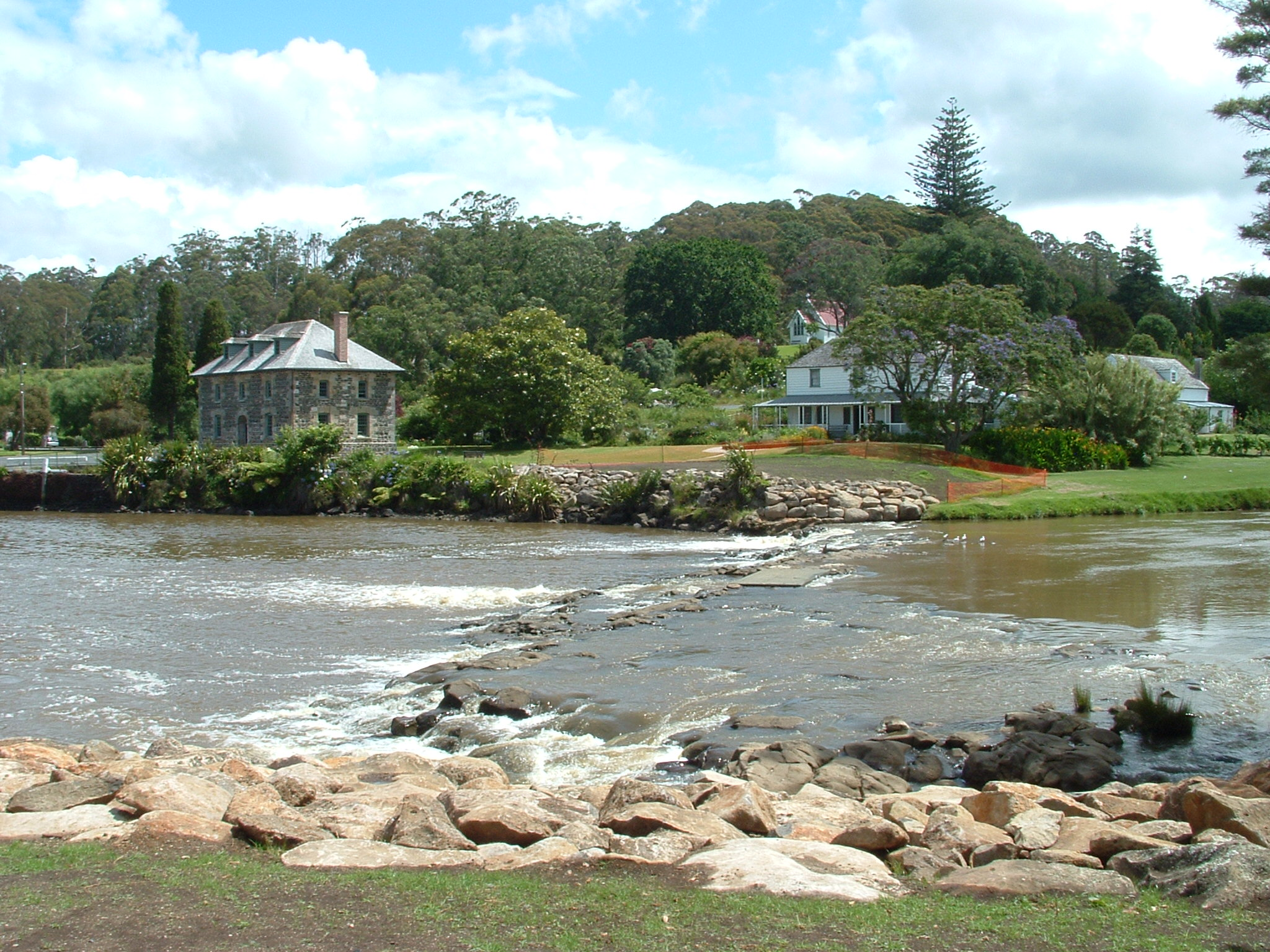
Stone Store an der Mündung des Kerikeri River

Der Stone Store in Kerikeri in der Bay of Islands ist Neuseelands ältestes erhaltenes Steingebäude.

## Geographie
Das Gebäude befindet sich nördlich des Ortes Kerikeri am südlichen Ufer des Kerikeri River.

## Geschichte
Als Teil der ersten Missionsstation der Church Missionary Society in Neuseeland wurde das Lagerhaus von John Hobbs als Ersatz für einen hölzernen Vorgängerbau entworfen. Das Gebäude wurde zwischen 1832 und 1836 von dem Maurer William Parrott, dem Zimmermann Ben Nesbitt und mehreren Māori errichtet. Als Material dienten Sandstein aus Australien, neuseeländisches Vulkangestein und Kalksteinmörtel aus gebrannten Muschelschalen. Eiserne Verbinder und Fenstergitter wurden von James Kemp geschmiedet. Ursprünglich hatte das Gebäude auf einer Seite einen hölzernen Glockenturm. Das damals in Neuseeland ungewöhnliche Material Stein wurde gewählt, um Ratten vom Getreide fernzuhalten, die Verteidigung gegen die Māori zu verbessern und die Feuergefahr zu reduzieren. 
Der Stone Store sollte als Basis eines Handelspostens der Church Missionary Society dienen, wo landwirtschaftliche Produkte der Te Waimate Mission an Schiffe und europäische Waren an die Māori verkauft werden sollten. Marsden plante am nahen Kerikeri River eine Getreidemühle zu errichten, diese wurde jedoch stattdessen in Waimate selbst errichtet. 
Mitte der 1830er Jahre konnten die Missionsstationen nicht mehr mit den Unternehmungen anderer europäischer Siedler in Handel und Landwirtschaft konkurrieren, so dass sich das Lager als unwirtschaftlich erwies. Der Stone Store wurde daher von Bischof Selwyn in den früheren 1840ern in die Missionsbibliothek umgewandelt. Nach der Plünderung von Kororareka im Flagstaff War wurde er kurzzeitig von Gouverneur George Edward Grey als Magazin und Kaserne genutzt. Nach Ende der Feindseligkeiten 1845 wurde das Gebäude verpachtet und Zentrum einer Handelsunternehmung für Kauriharz. 1863 beherbergte es eine Knabenschule. 1874 wurde das Gebäude an die Familie Kemp verkauft und als Gemischtwarenladen betrieben. Gleichzeitig gewann es als touristische Sehenswürdigkeit an Bedeutung. Die Kemps verkaufen das Gebäude 1975 an den  New Zealand Historic Places Trust. In den 1990ern wurden Restaurierungsarbeiten durchgeführt. Zusammen mit dem nahegelegenen Kerikeri Mission House beherbergt der Stone Store heute ein kleines Museum.

## Denkmalschutz
Der Stone Store wurde am 23. Juni 1983 von NZHPT unter der Registernummer 5 als Baudenkmal der Kategorie 1 registriert.